# Aeneator otagoensis
Aeneator otagoensis är en snäckart som beskrevs av Harold John Finlay 1930. Aeneator otagoensis ingår i släktet Aeneator och familjen valthornssnäckor. Inga underarter finns listade i Catalogue of Life.